# 威靈頓 (堪薩斯州)
威靈頓（或譯惠靈頓）為美國堪薩斯州索姆奈縣的一座城市，也是索姆奈縣的縣治所在地。根據2010年美國人口普查，此城市人口有8,172人。

## 歷史

### 19世紀

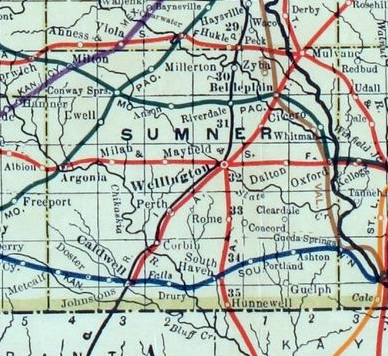
1915年版本的索姆奈縣鐵路地圖

威靈頓在1871年首次被探勘，城市名以第一代威靈頓公爵阿瑟·韋爾斯利來命名。
威靈頓境內首座郵政局於1871年7月啟用。
1887年，芝加哥，堪薩斯州和內布拉斯加州鐵路興建一條以赫靈頓為起點，經由威靈頓開往考德威爾的南北向鐵路支線。後來該鐵路線於1891年終止營運，並由芝加哥，岩島和太平洋鐵路所接管，而後芝加哥，岩島和太平洋鐵路於1980年終止營運，並改制為奧克拉荷馬州，堪薩斯州和德克薩斯州鐵路，1988年併入至密蘇里太平洋鐵路，1997年併入至聯合太平洋鐵路。多名當地居民仍稱此鐵路為「岩島」（Rock Island）。

## 地理
威靈頓坐落在北緯37度16分2秒、西經97度24分0秒（亦可表示為37.267289, -97.400061）處，海拔高度1,230英尺（370）。根據美国人口调查局的資料，此城市總面積為8.19平方英里（21.21平方），其中7.61平方英里（19.71平方）為陸地，0.58平方英里（1.50平方）為水域。

### 氣候
夏季溼熱、冬季不甚乾冷為此地區的氣候特徵。根據柯本气候分类法，威靈頓的氣候屬於副热带湿润气候（氣候圖中簡寫為「Cfa」）。

## 人口統計
| 调查年                           | 人口  | 备注   | %±     |
| -------------------------------- | ----- | ------ | ------ |
| 1880                             | 2,094 |        | —      |
| 1890                             | 4,391 |        | 109.7% |
| 1900                             | 4,245 |        | −3.3%  |
| 1910                             | 7,034 |        | 65.7%  |
| 1920                             | 7,048 |        | 0.2%   |
| 1930                             | 7,405 |        | 5.1%   |
| 1940                             | 7,246 |        | −2.1%  |
| 1950                             | 7,747 |        | 6.9%   |
| 1960                             | 8,809 |        | 13.7%  |
| 1970                             | 8,072 |        | −8.4%  |
| 1980                             | 8,212 |        | 1.7%   |
| 1990                             | 8,411 |        | 2.4%   |
| 2000                             | 8,647 |        | 2.8%   |
| 2010                             | 8,172 |        | −5.5%  |
| 2014年估计                       | 7,942 | [ 11 ] | −2.8%  |
| U.S. Decennial Census 2013年估計 |       |        |        |

### 2010年普查
據2010年人口普查，此城市人口有8,172人，戶數3,246戶，2,105個家庭。人口密度為414,6人/每平方公里（1,073.9人/每平方英里）。此城市有3,736棟住宅，平均每平方公里有189.5棟住宅。此城市居民之種族中，白人佔91.0%，非裔美國人佔1.7%，美洲原住民佔1.5%，亞裔美國人佔0.3%，其他種族佔2.0%，混血種族則佔3.5%。而西班牙裔或拉丁裔美國人佔此城市人口的8.3%。
此城市之戶籍數計有3,246戶。其中擁有18歲以下孩童的住戶佔33.2%；已婚夫婦且同居的住戶佔47.0%，住戶為女性單親者佔12.1%；住戶為男性單親者佔5.7%；住戶並非一個家庭的佔35.2%。住戶為獨自一人居住的佔全戶之30.6%，其中有14%為65歲或以上之獨居老人。每戶住戶平均成員人數為2.44人，每個家庭平均成員人數則是3.03人。
此城市居民之年齡中位數為37.7歲。以年齡層分類，年齡低於18歲者佔27.2%；年齡介在18歲至24歲之間者佔7.3%；年齡介在25歲至44歲之間者佔23.2%；年齡介在45歲至64歲之間者佔26.1%；年齡高於65歲者佔16.1%。男性佔全市人口之48.7%，女性則佔全市人口之51.3%。

### 2000年普查
據2000年人口普查，此城市人口有8,647人，戶數3,422戶，2,306個家庭。人口密度為590.9人/每平方公里（1,529.6人/每平方英里）。此城市有3,795棟住宅，平均每平方公里有259.3棟住宅。此城市居民之種族中，白人佔92.36%，非裔美國人佔1.71%，美洲原住民佔1.24%，亞裔美國人佔0.29%，太平洋島民佔0.10%，其他種族佔2.58%，混血種族則佔1.72%。而西班牙裔或拉丁裔美國人佔此城市人口的7.26%。
此城市之戶籍數計有3,422戶，其中擁有18歲以下孩童的住戶佔32.9%；已婚夫婦且同居的住戶佔53.1%，住戶為女性單親者佔9.9%；住戶並非一個家庭的佔32.6%。住戶為獨自一人居住的佔全戶之29.4%，其中有14.4%為65歲或以上之獨居老人。每戶住戶平均成員人數為2.47人，每個家庭平均成員人數則是3.05人。
以年齡層分類，年齡低於18歲者佔27.6%；年齡介在18歲至24歲之間者佔9.0%；年齡介在25歲至44歲之間者佔25.6%；年齡介在45歲至64歲之間者佔20.9%；年齡高於65歲者佔16.9%。此城市居民之年齡中位數為37歲。性別比方面，每100名女性所對應的男性數為93.6名，如只計算18歲或以上的居民，則是每100名女性所對應的男性數為90.7名。
此城市每戶平均收入為35,410美元，每個家庭平均收入為43,493美元。男性平均收入34,368美元；女性平均收入22,254美元。此城市人均收入為16,790美元。此城市約有8.9%的家庭以及11.5%的居民低於貧窮門檻，其中18歲以下者占13.6%，65歲以上者佔7.3%。

## 經濟
威靈頓境內生產大量的冬小麥及小麥，這些作物仍是該城市經濟發展的主要動力，因此該城市有「世界小麥之都」（Wheat Capital of the World）之稱。鐵路業和石油業皆有顯著成長，而製造業（尤其是航空零件製造業）也有逐漸成長的趨勢。

## 當地活動
- 航空節
- 堪薩斯州小麥節（Kansas Wheat Festival）

## 當地景點
- 奇澤姆小徑博物館（Chisholm Trail Museum）
- 威靈頓湖（Wellington Lake）

## 知名人物
- 厄尔尼·巴瑞特，美國NBA前職業籃球運動員。於1951年的NBA選秀中第1輪第7順位被波士頓塞爾提克選中
- 阿瑟·西摩·錢普尼（英语：Arthur S. Champeny），美国陆军官員
- 多特·克拉克（Dort Clark），1940年代至1970年代之影視男演員，已演出至少超過60名角色[15]
- 馬丁·科爾內霍（英语：Mardie Cornejo），棒球選手，曾效力於美國職棒大聯盟紐約大都會
- 內特·科爾內霍（英语：Nate Cornejo），棒球選手，曾效力於美國職棒大聯盟底特律老虎
- 尼爾·弗蘭克（英语：Neil Frank），氣象學家、前國家颶風中心主任
- 約瑟夫·埃德加·馬迪（英语：Joseph E. Maddy），音樂教育先驅、因特洛肯藝術營（英语：Interlochen Arts Camp）創辦人
- 查克·米勒（英语：Chuck Miller (musician)），流行音樂和爵士音樂家
- 凱特·佩勒姆·紐科姆（英语：Kate Pelham Newcomb），醫師
- 約翰·尼克松·特拉維斯（英语：John Travis Nixon）；路易斯安那州克羅利和门罗報社社長；1880年代初期早期移居者[16]
- 大衛·路易斯·佩恩（英语：David L. Payne），美國軍人、先驅移民

## 外部連結
城市
- 威靈頓市官方網站 （页面存档备份，存于）
- 威靈頓—公職人員名錄

學校
- USD 353 （页面存档备份，存于），所在學區

地圖
- 威靈頓市地圖 （页面存档备份，存于），堪薩斯州運輸部